# 1956年6月8日日食
1956年6月8日日食是一次日全食，發生於1956年6月8日（東半球為6月9日）。新月當天（即朔日），地球上觀測到月球和太阳的角距離極小，此時月球如果恰好在月球交點附近，穿過太阳和地球之間，與地球、太阳接近一直線，則會出現日食。月球本影接觸地表而使該區域完全得不到陽光，就會形成日全食，同時在本影兩側數千公里的半影範圍內遮擋部分陽光，形成日偏食。此次日全食只經過了南太平洋的部分海域，日偏食則覆蓋了美拉尼西亚東南部、玻里尼西亞中南部等太平洋島嶼。

## 日食概況

### 出現區域
太平洋西南部、新西兰安蒂波德斯群島以南約630公里、緊鄰國際日期變更線西側的洋面在6月9日日出時最先看到日全食，隨後本影立即跨過國際日期變更線，向東北移動，在法屬玻里尼西亞小拉帕島以南約1500公里的洋面達到最大食分，再轉向東南移動，最終在6月8日日落時分結束於太平洋東南部彼得一世島西北約1500公里處。整個過程中，全食帶未經過任何陸地。
除了狹窄的全食帶內能看見日全食之外，月球半影覆蓋範圍內都能看到日偏食，包括美拉尼西亚東南部、玻里尼西亞中南部等太平洋南部海域。其中大部分位於國際日期變更線以東，在6月8日看到日食，剩下的部分在6月9日看到日食。

### 基本參數
- 類型：日全食
- 食甚中心處（位於法屬玻里尼西亞小拉帕島以南約1500公里的南太平洋）資料：
  - 時間：1956年6月8日21:20:07.7
  - 地點：40°45.3′S 140°44.8′W / 40.7550°S 140.7467°W
  - 食分：1.0581（全食帶內最大）
  - 日全食持續時間：4分44.8秒

## 相關的日食

### 1953-1956年的日食
月球交替位於相對的月球交點時，以半個交點年（食年），即約177天又4小時間隔出現下列日食。
註：1953年2月14日和1953年8月9日的日偏食屬於上一組交點年系列。
| 降交點   | 降交點                   |          | 升交點                   | 升交點 |
| 沙羅周期 | 地圖                     | 沙羅周期 | 地圖                     |        |
| 116      | 1953年7月11日 偏食（北） | 121      | 1954年1月5日 環食        |        |
| 126      | 1954年6月30日 全食       | 131      | 1954年12月25日 環食      |        |
| 136      | 1955年6月20日 全食       | 141      | 1955年12月14日 環食      |        |
| 146      | 1956年6月8日 全食        | 151      | 1956年12月2日 偏食（北） |        |

### 沙羅周期
沙罗周期長度為18年11天。本次日食屬於沙羅周期146，共包含76次日食，依次為1541年9月19日至1920年5月18日的22次日偏食、1938年5月29日至2154年10月7日的13次日全食、2172年10月17日至2226年11月20日的4次全環食（亦稱混合食）、2244年12月1日至2659年8月10日的24次日環食、2677年8月20日至2893年12月29日的13次日偏食，總共歷時1352.26年。其中最長的全食發生於1992年6月30日，共持續了5分21秒。
下表列舉了1901年至2100年間發生的屬於該周期的日食，是第21至32次：
| 21            | 22            | 23            |
| ------------- | ------------- | ------------- |
| 1902年5月7日  | 1920年5月18日 | 1938年5月29日 |
| 24            | 25            | 26            |
| 1956年6月8日  | 1974年6月20日 | 1992年6月30日 |
| 27            | 28            | 29            |
| 2010年7月11日 | 2028年7月22日 | 2046年8月2日  |
| 30            | 31            | 32            |
| 2064年8月12日 | 2082年8月24日 | 2100年9月4日  |

## 資料來源
1. ↑  樊忠玉. . 中国天文科普网.   [2016-03-25]. （原始内容存档于2014-09-17）.
2. 1 2  Fred Espenak. . NASA Eclipse Web Site.   [2016-03-25]. （原始内容存档于2020-10-24）.（英文）
3. ↑  Fred Espenak. . NASA Eclipse Web Site.   [2016-03-25]. （原始内容存档于2016-01-26）.（英文）
4. ↑  Xavier M. Jubier. .   [2016-03-25]. （原始内容存档于2016-04-07）.（法文）（英文）
5. ↑  Fred Espenak. . NASA Eclipse Web Site.   [2016-03-25]. （原始内容存档于2008-08-29）.（英文）
6. ↑  Fred Espenak. . NASA Eclipse Web Site.（英文）

## 外部連結
- NASA日食專頁（页面存档备份，存于）（英文）
- 可見區域圖和時間統計：由弗雷德·埃斯佩纳克做出的日食預報，NASA/GSFC
  - Google互動地圖呈現的日食範圍
  - 貝塞爾元素
- Google地圖顯示的日全食和日偏食範圍（法文）（英文）

| \| \| 日食 \|                              |                             |                                           |
| 上一次日食： 1955年12月14日日食 （日環食） | 1956年6月8日日食 （日全食） | 下一次日食： 1956年12月2日日食 （日偏食） |
| 上一次日全食： 1955年6月20日日食           | 1956年6月8日日食 （日全食） | 下一次日全食： 1957年10月23日日食         |
|                                            | 日食                        |                                           |